# Dörte Berner

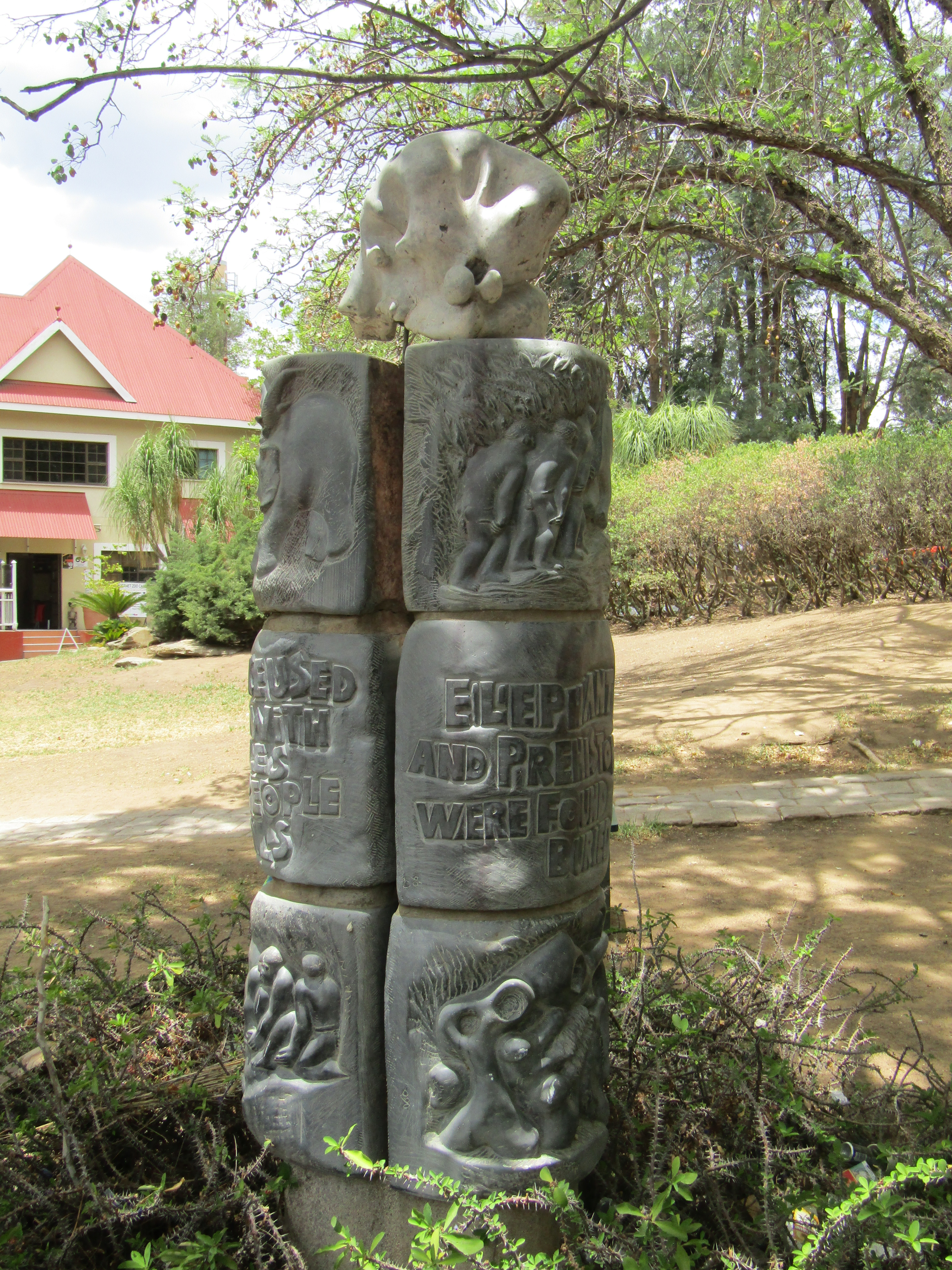
Elefantenrelikte

Dörte Luise Berner (* 19. September 1942 in Posen, Reichsgau Wartheland) ist eine namibische Bildhauerin, Zeichnerin und Grafikerin.
Ende der 1950er/Anfang der 1960er Jahre entwickelte sich das Interesse von Berner für die Kunst. Ihre künstlerische Ausbildung begann sie 1959/1960 an der Abendschule der Art Museum School in Portland und setzte sie in Kursen an der Universität Genf und bei Robert Müller-Warnke in Hamburg-Bergedorf fort. 1961 bis 1965 studierte sie Bildhauerei an der Akademie der Bildenden Künste Nürnberg. Ein Jahr nach Abschluss heiratete sie den Textilkünstler und Fotografen Volker Berner (* 1940; ein gemeinsamer Sohn), der ebenfalls an der Nürnberger Akademie studiert hatte, und wanderte mit ihm ins damalige Südwestafrika aus. Noch 1966 traten sie der Künstlergesellschaft Arts Association of Windhoek bei, wo Dörte Berner von 1971 bis 1981 auch eine Lehrtätigkeit innehatte. 1985 zog es sie auf die erworbene Farm Peperkorrel 110 Kilometer östlich der Hauptstadt Windhoek. 1996 und 2001 arbeitete Dörte Berner mit dem in Windhoek ansässigen Tulipamwe Workshop zusammen.
Seit 1969 war Berner in mehr als 50 Ausstellungen in Australien, Botswana, Deutschland, Kanada, Namibia, den Niederlanden, Südafrika und den Vereinigten Staaten vertreten. Unter anderem stellte sie 2005 zusammen mit ihrem Ehemann in der Nationalgalerie von Namibia aus. Als Motive für ihre Skulpturen wählt sie vorwiegend den Menschen sowie Tierfiguren und mythologische Themen. Auch einige abstrakte Arbeiten zählen zu ihrem Gesamtwerk. Ihre Werke weisen spannungsintensive, zum Teil blockhafte Strukturen auf. Ihre Formensprache ist expressiv und abstrahierend. Als Material verwendet sie vor allem Steatit, Serpentin, Basalt, Marmor und Sandstein, aber auch Bronze und Holz. Berner erbaute unter anderem das Denkmal für die Elefantenrelikte im Zoo Park in Windhoek. Ihre Werke sind in dauerhaften Kunstausstellungen u. a. bei der Universität von Namibia, der Nationalgalerie von Namibia und der Südafrikanischen Nationalgalerie ausgestellt.
Berner ist bei ihrer Arbeit im House of Sculptures auf der Farm Pepperkorrel zu besuchen.

## Werke (Auswahl)
- Dialog, Steatit, 1971, Pretoria Art Museum
- Sitzende (drei Damara-Frauen), Steatit, 1972, Südafrikanische Nationalgalerie
- afrikanische Pietà, Steatit, 1975, Nationalgalerie von Namibia
- Der Unterdrückte, Steatit, 1976, Standard Bank Namibia
- Ikarus, drei Skulpturen, Steatit, 1983–1984, Nationalgalerie von Namibia
- Zuschauer, Dreiergruppe, Steatit, 1987–1989, South African Broadcasting Corporation
- Elefantensäule, Pyrophilit, 1989/1990, Zoo Park, Windhoek
- Ziegenhirte, Serpentin, 1994, Bank of Namibia
- Metamorphoses, Serpentin, 1996, Universität von Namibia
- Leichtigkeit des Seins, Serpentin, 1998, Bank of Namibia
- Otjikondo Madonna, Serpentin, 1998/1999, Kirche in Otjikondo
- Überlebenskampf, Serpentin, 2000, St.-Marien-Kathedrale, Windhoek
- Drachenflieger, zwei Figuren, grüner Serpentin, 2003, Bank of Namibia